# Kostel svatého Ondřeje (Roubanina)
Kostel svatého Ondřeje je římskokatolický chrám v obci Roubanina v okrese Blansko. Je chráněn jako kulturní památka České republiky. Je farním kostelem farnosti Roubanina.

## Historie
Kostel pochází z druhé poloviny 13. století. Ve druhé polovině 18. století byla přistavěna sakristie. Podle projektu Miloslava Kopřivy byl v letech 1923–24 zvětšen přístavbou lodi s věží a depozitáře.

## Popis
Jde o podélnou jednolodní stavbu s odsazeným pětibokým kněžištěm se starou lodí na půdorysu krátkého obdélníku. Hladké fasády z doby přestavby jsou prolomeny úzkými okny s lomeným záklenkem. Přístavba má kruhová okna s římsami vycházejícími z kubistického tvarosloví. Původní portál má šikmé kamenné ostění s lomeným záklenkem. Ten vyplňuje hladký tympanon se stupňovitým křížem. Kněžiště je zaklenuto pětidílnou luntovou žebrovou klenbou. Stará i nová loď jsou uzavřeny záklopovým stropem. Sakristie je zaklenuta plackou. Ve věži je zavěšen zvon ulitý roku 1696.